# Zespół czynnościowych objawów neurologicznych
Zespół czynnościowych objawów neurologicznych (ang. functional neurological disorder, FND) – określenie zespołu chorobowego z pogranicza neurologii i psychiatrii, dawniej nazywanego np. histerią.

## Tło
Około 1/3 pacjentów klinik neurologicznych ma objawy neurologiczne, których nie udaje się wyjaśnić częściowo lub w całości. Objawy te naśladują objawy niemal wszystkich chorób neurologicznych. Mogą utrzymywać się dekadami, czasem przykuwając chorych do łóżek. Pacjenci tacy przez długi czas borykają się z uzyskaniem odpowiedniej opieki. Bywają oskarżani o symulowanie lub wymyślanie objawów. Lekarze odmawiali leczenia, gdyż standardowe badania nie wykazywały u nich stanów chorobowych. Zespół czynnościowych objawów neurologicznych stanowi wspólną nazwę dla wielu przypadków stanów wcześniej określanych jako histeria, zaburzenie konwersyjne, choroba psychosomatyczna.  
Określenia „zmiany dynamiczne, zmiany czynnościowe” użył jeszcze w XIX wieku Jean-Martin Charcot do opisu możliwych przyczyn histerii. Zmiany te umiejscawiał w mózgu, ale wykonywane przez niego sekcje pacjentów nie wykazywały zmian strukturalnych. Wskazał on również, że na histerię nierzadko zapadają mężczyźni, np. po niewielkich urazach fizycznych.
Dzisiejsze FND zostało przesunięte do psychiatrii przez Freuda, który rozpatrywał takie zaburzenia jako wynik tłumionego traumatycznego doświadczenia, które uległo „konwersji” w objawy fizyczne (stąd zaburzenia konwersyjne). Wraz z traceniem znaczenia przez szkołę freudowską, ilość diagnozowanych zaburzeń malała. Od 2013 roku lekarze zajmujący się takimi pacjentami, wobec nieakceptowania przez nich takiej nazwy i sugerowaniu problemów psychicznych jako jedynego czynnika choroby, zaczęli lobbować za zmianą nazwy. W efekcie tego, kolejna edycja klasyfikacji zaburzeń psychicznych, DSM-5, wprowadziła nazwę czynnościowe objawy neurologiczne - FND. W 2019 powstało w USA towarzystwo naukowe Functional Neurological Disorder Society.

## Etiologia i objawy
Z uwagi na często nieswoiste objawy i nagłe ich się pojawianie, podstawą diagnostyki jest szczegółowy wywiad. Wcześniej FND było często diagnozą z wykluczenia - przypisywano go, gdy nie można było postawić żadnej innej diagnozy.
Obecnie wyróżnia się kilka objawów wskazujących na FND:
- objaw Hoovera - czasowa korekcja słabości kończyny w momencie odwrócenia uwagi pacjenta
- synchronizacja drżenia (ang. tremor entrainment) - drżenie czynnościowe kończyny synchronizuje się ze świadomie wykonywanym drżeniem drugiej, zdrowej kończyny. Efekt taki nie występuje w przypadku chorób neurodegeneracyjnych.
- zaciśnięte powieki, przyspieszony oddech, drżenie trwające kilka minut - objawy najbardziej charakterystyczne, jednocześnie rzadko obserwowane przy padaczce.

Do czynników predysponujących należą między innymi:
- negatywne doświadczenia z dzieciństwa
- urazy fizyczne
- zaburzenia nastroju

Do czynników wyzwalających należą urazy fizyczne, traumy życiowe (np. wypadek, emigracja - zespół rezygnacji).
Do czynników podtrzymujących: brak odpowiedniego leczenia, reakcje pacjenta i jego przekonania co do zaburzeń.
Na razie brak jest jednego, powszechnie akceptowanego wyjaśnienia choroby. Sugeruje się, że upośledzeniu ulega przetwarzanie predykcyjne - jedna z ważniejszych funkcji mózgu. Zakłada się, że mózg nieustannie dokonuje predykcji, przewidywania, stanu świata zewnętrznego i własnego ciała. Weryfikuje je za pomocą zmysłów. Gdy przewidywania rozmijają się z rzeczywistością, występuje błąd predykcji.
Hipoteza upośledzenia przetwarzania predykcyjnego przewiduje, że u pacjentów z FND przetwarzanie to nie działa prawidłowo, w efekcie czego doświadczają nieprawidłowości w oczekiwaniach co do odczuć lub funkcjonowania ciała. Duże znaczenie może tu odgrywać nadmierna koncentracja na ciele (mogąca mieć źródło w czynnikach predysponujących). Kiedy człowiek doznaje urazu (czynnik wyzwalający), zwiększona koncentracja może spowodować zmiany predykcji mózgu w stosunku do ciała, powodując np. odwrotny efekt fantomowy. Na przykład: osoba ulega wypadkowi, rani nogę, i czasowo traci możliwość poruszania nią. U osoby bez FND, predykcje mózgu związane poruszaniem chorą kończyną ulegają aktualizacji wraz z jej zdrowieniem. Pacjent ma jednak stany lękowe związane z nagłą śmiercią jednego z rodziców, które zwiększają jego uwrażliwienie na kwestie zdrowotne. Nasilają one odczucia związane z urazem i zaburzają predykcję mózgu. Mózg utrzymuje model uszkodzonej kończyny, mimo jej ozdrowienia. Błąd predykcji powoduje czynnościowy paraliż zdrowej już nogi.
Na takie przyczyny wskazują m.in. eksperymenty z dostosowaniem siły nacisku. W doświadczeniu urządzenie mechaniczne wywierało nacisk na palec. Człowiek miał za zadanie zrównoważyć nacisk dostosowując siłę własnej ręki. Zdrowe osoby mają tendencję do przeszacowania siły - predykcja mózgu znosi część własnej siły. Osoby z FND wykazywał zaś bardzo dużą precyzję, sugerując nieprawidłowości w układzie predykcji i nadmierną kontrolę ciała.
Badania fMRI identyfikują u chorych na FND schematy aktywności w obszarach mózgu odpowiadających sprawczości, które pokazują, że objawy nie poddają się kontroli chorego, w przeciwieństwie do np. zaburzeń pozorowanych (Zespół Münchhausena).
Badania fMRI wykazały u chorych na FND nasilone połączenia między obszarami kontrolującymi funkcje motoryczne a siecią istotności (wykrywanie i koncentracja na informacjach godnych uwagi) i siecią limbiczną (kontrola emocji). Sugeruje to, że w niektórych przypadkach obwody emocjonalne mózgu mogą przejmować kontrolę nad układem motorycznym. U pacjentów z FND z korzeniami w traumatycznych wydarzeniach z dzieciństwa, stopień takiego sprzężenia korelował z natężeniem traumy. Inne grupy badawcze stwierdziły u chorych na FND wyższe poziomy marketów stresu, kortyzolu i amylaz.

## Leczenie
Z uwagi na czynniki psychologiczne w zespole FND, za ważny element terapii uznaje się omawianie przez lekarza z pacjentem objawów choroby i jej charakteru, opisywanego przez lekarzy jako „awarię oprogramowania, a nie sprzętu”.
Stosowana jest fizjoterapia z technikami rozpraszania uwagi. U niektórych pacjentów skuteczność wykazuje psychoterapia poznawczo-behawioralna oraz przezczaszkowa stymulacja magnetyczna. W podtrzymaniu efektów terapii pomaga medytacja i mindfullness.
Leczenie przynosi jednak ograniczony skutek. Średnio 40% pacjentów mówi o nawrocie podobnych lub nasilonych objawów w ciągu 7 lat od diagnozy. 